# Stanisław Pięta
Stanisław Jan Pięta (ur. 9 maja 1971 w Bielsku-Białej) – polski polityk, poseł na Sejm V, VI, VII i VIII kadencji.

## Życiorys
Urodził się w Bielsku-Białej w rodzinie robotniczej, był najstarszy z trójki rodzeństwa. Ukończył Szkołę Podstawową nr 5, a następnie Zasadniczą Szkołę Zawodową przy ZWSS Belos oraz I Technikum Energetyczne w Bielsku-Białej. W 2003 został absolwentem Wydziału Prawa i Administracji Uniwersytetu Jagiellońskiego oraz Studium Pedagogicznego UJ z zakresu dydaktyki historii. Od 2003 do 2004 pracował jako referent w SKOK, a następnie jako referent ds. prawniczych w spółce prawa handlowego. Później podjął pracę nauczyciela prawa w policealnej Szkole Detektywów i Pracowników Ochrony w Katowicach
W latach 90. kierował okręgiem Konfederacji Polski Niepodległej w Bielsku-Białej, później działał w Lidze Republikańskiej, Stronnictwie Konserwatywno-Ludowym i Przymierzu Prawicy. W tym okresie zawarł związek małżeński z Beatą, z którą ma jedną córkę. Wydawał gazetę „Zakaz skrętu w lewo”. W 2001 wstąpił do Prawa i Sprawiedliwości. Objął funkcję przewodniczącego zarządu PiS w Bielsku Białej.
W latach 1998–2002 był radnym rady miejskiej z listy Akcji Wyborczej Solidarność, zasiadał w Komisji Edukacji, Kultury i Ochrony Zabytków, Samorządności i Bezpieczeństwa oraz Budżetowej. Był prezesem miejskiego koła stowarzyszenia Młodzi Konserwatyści, prezesem stowarzyszenia Bezpieczna Wieś, Bezpieczne Miasto, Bezpieczna Polska, wiceprzewodniczącym Beskidzkiej Korporacji Akademickiej. W 2005 był asystentem eurodeputowanego Wojciecha Roszkowskiego.
W wyborach parlamentarnych w 2005 z listy PiS został liczbą 7240 głosów wybrany na posła V kadencji w okręgu bielskim. Wszedł w skład Komisji Ustawodawczej i Komisji Administracji i Spraw Wewnętrznych. Był sekretarzem Parlamentarnego Zespołu Miłośników Historii. W wyborach parlamentarnych w 2007 po raz drugi uzyskał mandat poselski, otrzymując 10 996 głosów.
W wyborach parlamentarnych w 2011 uzyskał po raz kolejny reelekcję liczbą 12 708 głosów. W 2015 został ponownie wybrany do Sejmu, otrzymując 18 907 głosów. W 2016 wybrano go w skład tzw. komisji śledczej ds. Amber Gold. Znany był z kontrowersyjnych wypowiedzi publicznych obrażających przeciwników politycznych, grupy społeczne oraz mniejszości seksualne, a także o charakterze nacjonalistycznym i rasistowskim. W maju 2018, po publikacjach prasowych dotyczących jego pozamałżeńskiego romansu, część mediów krytykowała rozbieżność pomiędzy opisanym zachowaniem polityka a głoszonymi przez niego konserwatywnymi poglądami dotyczącymi rodziny. Romans wraz z korespondencją jego dotyczącą został ujawniony w mediach przez porzuconą partnerkę, modelkę z Gdyni, również członkinię PiS. Na jego skutek w czerwcu Stanisław Pięta został zawieszony w prawach członka PiS i klubu parlamentarnego tej partii, zostając posłem niezrzeszonym; ugrupowanie cofnęło mu też rekomendację do komisji śledczej i do Komisji do Spraw Służb Specjalnych, pozostał natomiast wiceprzewodniczącym dwóch stałych komisji sejmowych.
Nie wystartował w kolejnych wyborach w 2019.